# Prochilodus reticulatus
Prochilodus reticulatus är en fiskart som beskrevs av Valenciennes, 1850. Prochilodus reticulatus ingår i släktet Prochilodus och familjen Prochilodontidae. Inga underarter finns listade i Catalogue of Life.